# Charlie (cantante)
Carlos Alberto Martínez González, más conocido como Charlie (Monterrey, Nuevo León, 31 de agosto de 1970), es un cantante y actor mexicano, es hermano del también actor y cantante Flavio César.

## Biografía
Charlie se dio a conocer en 1988 al entrar al famoso grupo mexicano Magneto. En 1989 junto a sus compañeros de Magneto graba el disco 40 grados, y para 1991 graban el disco Vuela, vuela, el cual fue uno de los más populares del grupo. En 1992 lanzan la canción Cambiando el destino, que es la canción de su película, donde Charlie y sus compañeros actúan Cambiando el destino. En 1993, graban su disco MAS, donde están las canciones conocidas, como: Sugar sugar, Mi amada, Como pega el son, sigue sigue, entre otras. En 1994 Charlie decide salir del grupo, dejando la posta para Tono.
Se casa con Daniela González Pastrana el 16 de diciembre de 2000.

## Discografía

### Magneto
- 40 grados (1989)
- Vuela, vuela (1991)
- Cambiando el destino (1992)
- Más (1993)